# アンドルー・カニンガム (ハインドホープの初代カニンガム子爵)
ハインドホープの初代カニンガム子爵アンドリュー・ブラウン・カニンガム（英語: Andrew Browne Cunningham, 1st Viscount Cunningham of Hyndhope、1883年1月7日 - 1963年6月12日）は、イギリスの海軍軍人。最終階級は海軍元帥。アザミ勲章受勲者（KT）、バス勲章ナイト・グランド・クロス受勲者（GCB）、メリット勲章受勲者（OM）、殊功勲章三回受勲者（DSO**）。
1883年1月7日にダブリン南部のラスマインズで誕生する。弟に陸軍大将のアラン・カニンガムを持つ。1898年にダートマスのブリタニア王立海軍大学を卒業する。
第一次世界大戦で駆逐艦の艦長として頭角を現す。第二次世界大戦の勃発直前にアレクサンドリアを根拠地とするイギリス海軍地中海艦隊の司令官に任じられ、大戦中はタラント空襲やマタパン岬沖海戦に勝利して地中海の制海権維持に成功。1943年に第一海軍卿へ昇任し、戦後の1946年に退役した。
1945年に「ハインドホープのカニンガム男爵」を授けられ、翌1946年に「ハインドホープのカニンガム子爵」へ陞叙された。1953年に挙行されたエリザベス2世の戴冠式においては大家令を務めた。
イニシャルから“ABC”の渾名で知られた。